# Die Kunst des Krieges (Sunzi)
Die Kunst des Krieges (chinesisch 孫子兵法 / 孙子兵法, Pinyin Sūnzǐ bīngfǎ – „Sunzi über die Kriegskunst“) von Sunzi gilt als frühestes Buch über Strategie und ist bis zum heutigen Tage eines der bedeutendsten Werke zu diesem Thema. Genaue Daten zum Zeitpunkt der Erstellung liegen nicht vor, aber es soll um 500 v. Chr. entstanden sein.
Noch heute ist es Lektüre für ostasiatische Manager und Militärstrategen auf der ganzen Welt. Das Buch beschreibt die Notwendigkeit des Einsatzes aller zur Verfügung stehenden Mittel und Flexibilität zur Erreichung des Zieles mit Anleitungen. In 13 Kapitel und 68 Thesen gegliedert, geht es auf die unterschiedlichsten Aspekte der Kriegsvorbereitung und Kriegsführung sowie deren Rahmenbedingungen ein.

## Inhalt

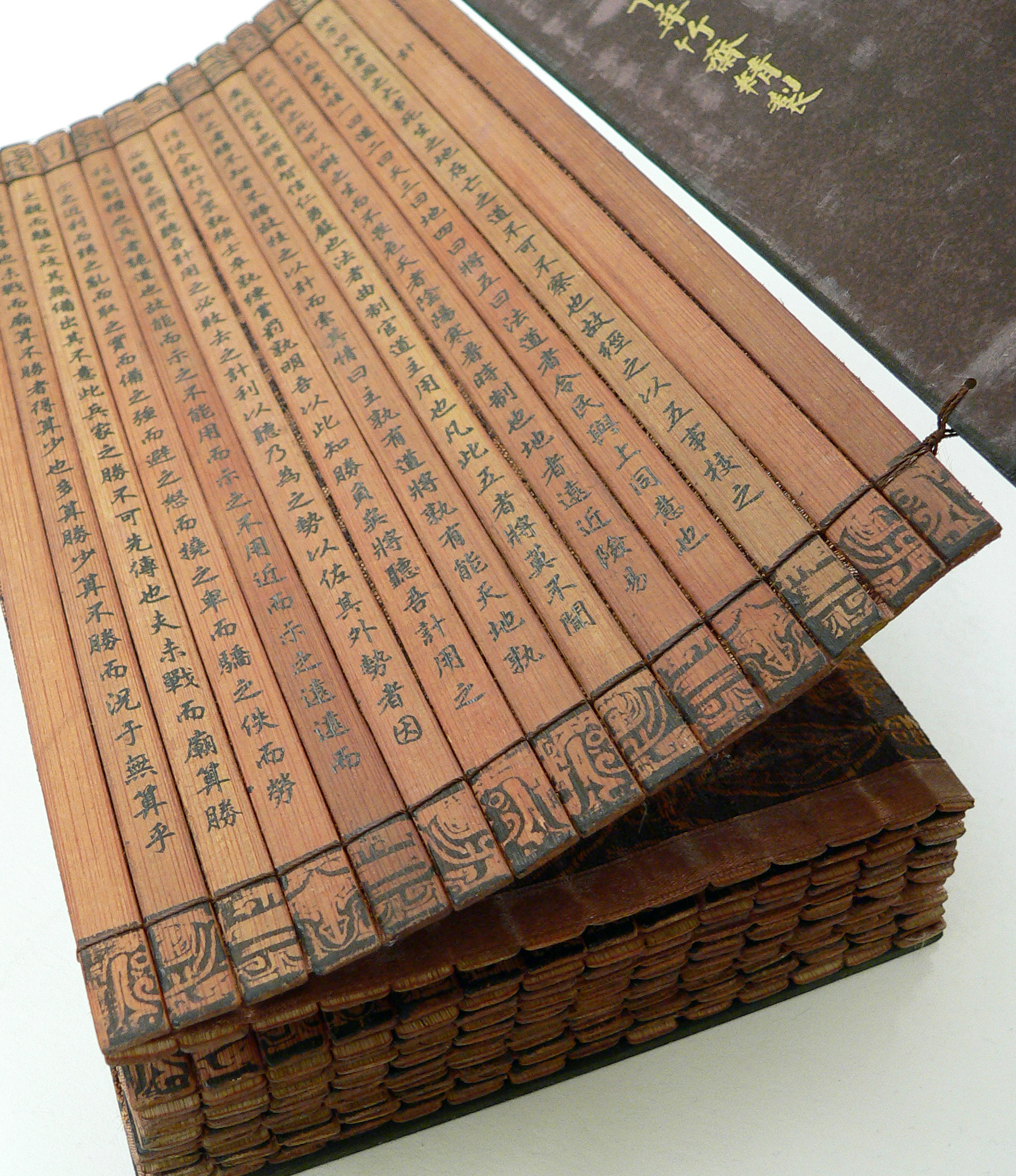
Der Anfang von Über die Kriegskunst in einem klassischen Bambusbuch (竹簡本 (zhújiǎnběn)) aus Bambusstreifen (竹簡 (zhújiǎn))

### Gliederung
Über die Kriegskunst besteht aus 13 Kapiteln (Übersetzung von Zhong Yingjie):
1. （始）計 (Strategie)
2. 作戰 (Kriegsführung)
3. 謀攻 (Angriff mit Strategie)
4. （軍）形 (Disposition militärischer Stärke)
5. （兵）勢 (Nutzung der Kraft)
6. 虛實 (Schwächen und Stärken)
7. 軍爭 (Kampf um die Initiative)
8. 九變 (Neun Varianten der Taktiken)
9. 行軍 (Marsch)
10. 地形 (Gelände)
11. 九地 (Neun Varianten der Gebiete)
12. 火攻 (Feuerangriff)
13. 用間 (Einsatz von Spionen)

### Kernaussagen
Sunzis Buch ist im Gegensatz zum europäischen Pendant Vom Kriege von Carl von Clausewitz recht dünn, aber nicht weniger aussagekräftig. Sunzi verzichtet auf lange Argumentationsketten und Begründungen und stellt seine Ansichten eher in der Form von Postulaten und Aphorismen dar, was dem typisch chinesischen Stil entspricht. Das Buch ist ganz klar daoistisch beeinflusst, der Daodejing von Laozi stammt etwa aus derselben Zeit. Seine Auffassung zum Krieg wurde oft in Beziehung zu Clausewitz gesetzt; vor allem von dessen bekannter wissenschaftlicher Definition des Krieges (Erster Teil, Erstes Buch (Über die Natur des Krieges), erstes Kapitel (Was ist der Krieg?), Überschrift des 24. Absatzes): Der Krieg ist eine bloße Fortsetzung der Politik unter Einbeziehung anderer Mittel, während Sunzi mit der Mahnung beginnt, dass der Krieg ein großes Wagnis sei, Ausgangspunkt für Leben und Tod, Weg zum Weiterbestehen oder zum Untergang.

## Theorien
Sunzi mahnte, dass der Krieg und der Kampf möglichst vermieden werden sollte, da er den Staat und das Volk ruiniert. Dies wird oftmals so interpretiert, dass für Sunzi gewaltlose Strategien zentral gewesen seien. Als Quelle hierfür dient unter anderem sein berühmter Satz, dass es am besten sei, die Strategie des Feindes zu vereiteln, am zweitbesten, die Bündnisse des Feindes aufzubrechen, erst an dritter Stelle folgen Kämpfen und Siegen. Dies wird oftmals so gelesen, dass für Sunzi die beste Strategie eine gewaltlose sei, und Gewalt nur als letztes Mittel angewendet werden sollte. Diese Interpretation war jedoch in der Vergangenheit Anlass zur Kritik. So finden sich Axiome zur strategischen Bedeutung der Gewaltlosigkeit nur in den ersten Kapiteln, während der weitaus größte Teil von „Über die Kriegskunst“ sich mit den Prinzipien mobiler Kriegsführung befasse. Zudem konkretisiere Sunzi nicht, was er mit der Vereitelung der Strategie des Feindes und dem Aufbrechen seiner Bündnisse meinte, weswegen dies nicht einfach als Präferenz für Gewaltlosigkeit interpretiert werden könne. Im Gesamtzusammenhang seien die entsprechenden Aussagen (auch etwa, der Widerstand des Feindes solle kampflos gebrochen werden) eher so zu interpretieren, dass durch kluges Handeln Bedingungen geschaffen werden sollen, in denen man den Feind mit möglichst geringem Gewalteinsatz besiegen kann. Die Angriffe auf Strategien und Bündnisse des Feindes dienen demnach der Verringerung seiner Widerstandskraft, der Sieg wird aber dennoch gewaltsam errungen.
Zudem sei die Ansicht, Sunzis Strategie der Gewaltlosigkeit sei zentral in der chinesischen Tradition der defensiven, zurückhaltenden Gewaltanwendung, eine Idealisierung der tatsächlichen Verhältnisse. So habe China in seiner Geschichte sehr regelmäßig militärische Gewalt angewendet, um Konflikte zu lösen. Johnston zufolge besteht „eine gähnende Lücke zwischen Literatur über strategische Kultur und der historischen Forschung zur Anwendung von Gewalt durch China.“
Die Annahme einer vermeintlichen Gewaltlosigkeit als Maxime der Strategie Sunzis stellt eine aus dem Blickwinkel der zweiten Hälfte des 20. Jahrhunderts heraus getroffene Missinterpretation dar, was auch dadurch deutlich wird, dass Sunzi selbst den Gedanken der militärischen Effizienz wie einen roten Faden durch seine Thesen zieht: Nur insoweit ist der durch taktische Maßnahmen – wie Abschneiden des Gegners von lebenswichtigen Ressourcen, Spionage, aber auch Schwächung des Gegners durch Intrige – errungene oder zumindest vorbereitete und geförderte Sieg als der bessere Sieg angesehen. Sunzi analysiert die Gefahr langer militärischer Auseinandersetzungen als besonders kritischen Punkt für die Schlagkraft und den Bestand der eigenen Armee, den es zu vermeiden gilt. So fordert Sunzi Geduld und taktisch abwartendes Verhalten einerseits, andererseits aber auch die Entschlossenheit, aus einer Überlegenheit heraus den entscheidenden militärischen Schlag zu führen, wenn der richtige Zeitpunkt gekommen ist: „So bringt sich der umsichtige Kämpfer in eine Position, die die Niederlage unmöglich macht, und er versäumt nicht den richtigen Augenblick, den Feind zu schlagen.“
In seiner Konsequenz ist die Strategie Sunzis somit ausschließlich auf ein Ziel ausgerichtet: die vollständige und nachhaltige Vernichtung eines durch entsprechende, womöglich gewaltlose, taktische Maßnahmen bereits hinreichend geschwächten Gegners. Denn nur hierdurch lässt sich nach seiner Sicht die durch den Krieg drohende Vernichtung des eigenen Volkes verhindern. Alle einzelnen taktischen Maßnahmen sind diesem Ziel untergeordnet.

## Nachwirkung
Sunzis Buch soll laut Clavell Basis für Mao Zedongs Kriegsstrategien und Pflichtlektüre für die politisch-militärische Hierarchie der Sowjetunion gewesen sein. Johnston kritisiert jedoch die „willkürlich“ gezogenen Parallelen zwischen Sunzi und Mao und führt aus, dass Mao von Sunzi vor allem das Prinzip absoluter Flexibilität übernommen habe, auf keinen Fall jedoch eine Präferenz für gewaltlose Konfliktlösung. Statistische Studien zeigen zudem, dass die Volksrepublik China im 20. Jahrhundert im Vergleich zu anderen Großmächten unverhältnismäßig viele Konflikte durch militärische Gewaltanwendung gelöst hat.
Erst im Jahr 1972, als bei Ausgrabungen eine ca. 2000 Jahre alte teilweise erhaltene Abschrift von Sunzis Werk zusammen mit einer Abschrift von Sun Bins Über die Kriegskunst gefunden wurde, konnte nachgewiesen werden, dass es sich tatsächlich um zwei verschiedene Werke handelt. Sun Bin war ziemlich sicher ein direkter Nachfahre von Sunzi, wahrscheinlich dessen Urenkel, und lebte zur „Zeit der Streitenden Reiche“.

### Übersetzung
Die erste Übersetzung in eine europäische Sprache war die des Jesuitenpaters Joseph Amiot aus dem Jahr 1772 in die französische Sprache. Napoleon I. hat laut einer Legende diese Übersetzung genutzt. Im Jahr 1905 wurde das Buch von dem zu dieser Zeit in Japan lebenden britischen Offizier Everard Ferguson Calthrop (1876–1915) erstmals aus dem Japanischen ins Englische übersetzt und in Tokio veröffentlicht. 1908 gab Calthrop in London eine nun auf einer chinesischen Vorlage basierende, korrigierte Fassung heraus. Diese Übersetzung wurde von dem Sinologen Lionel Giles, der 1910 ebenfalls eine Übersetzung ins Englische vorlegte, stark kritisiert. Im gleichen Jahr veröffentlichte Bruno Navarra ein Bändchen mit einer Übertragung von Sunzi und Wuzi (ein weiterer Militärklassiker des chinesischen Altertums), bei dem es sich um die erste deutsche Übersetzung handelte. Der US-amerikanische Militär Samuel B. Griffith legte im Jahre 1963 im Rahmen seiner Doktorarbeit eine eigene Übersetzung vor, die lange Zeit als die beste galt und in die Liste der UNESCO Collection of Representative Works aufgenommen wurde. Es erschienen im Zusammenhang mit dem Sunzi-Boom der späten 1980er und frühen 1990er Jahre noch weitere Übersetzungen, die allerdings nicht von wissenschaftlichem Interesse sind. 1993 publizierte Roger T. Ames eine Neuübersetzung des Werks, welche die Funde aus der oben genannten Ausgrabung berücksichtigt, und verfasste eine vielgelobte und ausführliche Einleitung dazu. 1994 erschien im Verlag Volkschina eine direkte Übersetzung ins Deutsche (s. Literatur) in einem Band mit dem Werk Sun Bin: Über die Kriegskunst. Die sonstigen im Buchhandel erhältlichen Bücher sind Weiterübersetzungen aus dem Englischen – mit allen damit verbundenen Problemen der möglicherweise fehlenden Treue zum Original. Die drei (mit einer nicht mehr in Druck befindlichen Ausgabe aus den späten sechziger Jahren vier) in deutscher Sprache erhältlichen Texte weichen erheblich voneinander ab.

### Aktualität
Über die Aktualität des Werkes werden gegensätzliche Auffassungen vertreten. Eine sehr wörtliche Betrachtung ist nach zweieinhalb Jahrtausenden nicht mehr aktuell. Auch sind einige sinngemäße Aussagen mit moderner Kriegsführung weitgehend unvereinbar und werden auch von Sunzis Anhängern relativiert.
Sunzis Werk wird auch auf die heutige Zeit übertragen. Sunzi gehört daher, neben Carl von Clausewitz, heute zu den bedeutendsten Strategietheoretikern. An den meisten Militärakademien und in vielen Managementkursen wird Sunzi gelehrt. Im wirtschaftlichen Bereich sind seine Lehren häufig an die Zielgruppe angepasst.
Größte Bekanntheit hat Sunzis Aussage „Die größte Leistung besteht darin, den Widerstand des Feindes ohne einen Kampf zu brechen“ bekommen. Auch viele Partisanentheorien gehen auf Sunzi zurück. Von Mao Zedong ist bekannt, dass er ein exzellenter Kenner Sunzis war. Sunzi mahnt regelmäßig, dass ein Krieg teuer ist („Der Krieg liebt den Sieg und nicht die Dauer“). Das grundsätzliche Prinzip des Partisanenkrieges, dass eine verlängerte Kriegführung den Staatshaushalt einer organisierten Großmacht ruiniert, wurde von Mao direkt gegen die japanischen Invasoren angewandt.
Bei seinem USA-Besuch am 19. April 2006 überreichte Chinas Präsident Hu Jintao dem amerikanischen Präsidenten George W. Bush eine seidenbestickte Ausgabe des Werkes.
Der im Jahr 2000 veröffentlichte Film The Art of War sowie dessen beiden Nachfolger greifen den Buchtitel als Filmtitel auf und thematisieren das Werk auch inhaltlich. Auch Oracle-Chef Larry Ellison bezieht sich gern auf das Werk.
Marie-France Hirigoyen bezieht sich in ihrem Buch „Die Masken der Niedertracht“, einem Buch über seelische Gewalt im Alltag, einige Male explizit auf Sunzi, indem sie seine Strategien über die Kriegskunst auch auf den psychischen Krieg zwischen zwei Personen anwendet. So schreibt Sunzi: Jede Kriegsführung beruht auf Täuschung. Wenn wir also fähig sind, anzugreifen, müssen wir unfähig erscheinen […]; wenn wir nahe sind, müssen wir den Feind glauben machen, dass wir weit entfernt sind, wenn wir weit entfernt sind, müssen wir ihn glauben machen, dass wir nahe sind. Dieselbe Strategie wendet demnach eine Person an, wenn sie ihr Opfer psychisch destabilisieren möchte.
Für den ehemaligen Chefstrategen von Donald Trump, Stephen Bannon, soll Die Kunst des Krieges wichtige Anregungen bieten.

## Rezeption
Rémi Mathieu, Professor für Sinologie an der Universität Paris-Diderot und Directeur de recherche in der französischen Forschungsorganisation CNRS, ist überzeugt, dass sich der Westen „Sunzis Ideen bislang kaum zu eigen“ machte. Das liege daran, dass Die Kunst des Krieges lange nicht bekannt gewesen sei, aber auch, dass militärische Interventionen aufgrund der beiden Weltkriege im Westen anderen Mustern folgten und, anders als chinesische Strategen, „einen Primat des Frontalangriffs“ postulierten.

„Es lässt sich nicht bestreiten: Sunzi gehört neben Laotse und Konfuzius zu jenen chinesischen Autoren, die man kennen muss. Es macht sich immer gut, im Laufe eines Gesprächs ein paar seiner Aphorismen einzustreuen. Ob sie historisch verbürgt sind, ist dabei zweitrangig.“

## Übersetzungen

### Deutsch
- Sunzi: Über die Kriegskunst, Sun Bin: Über die Kriegskunst, in der Übersetzung von Zhong Yingjie, Verlag Volkschina. ISBN 7-80065-508-3, (mit einer Übersetzung ins moderne Chinesisch); überarbeitete Neuauflage 2007 ohne chinesischen Text: Verlag für fremdsprachige Literatur, Beijing, ISBN 978-7-119-04486-6.
- Bruno Navarra: Das Buch vom Kriege: der Militär-Klassiker der Chinesen – mit Bildern nach chinesischen Originalen. Boll und Pickardt, Berlin 1910; Neuauflage als Hörbuch: Sun Tzu: Die Kunst des Krieges – Der Klassiker der Konfliktstrategie. vocalbar-Verlag, 2006, mit einer Einleitung von Jörg Lehmann, Sprecher: Uwe Neumann. Audio-CD, Laufzeit 62 min., ISBN 3-939696-00-5.
- Sun Tsu: Über die Kriegskunst. Übersetzung Klaus Leibnitz, Karlsruhe, 1989, ISBN 3-88190-038-1, (erste deutsche Direktübersetzung).
- Harro von Senger (Hrsg.): Meister Suns Kriegskanon. Stuttgart: Reclam 2011. (Reclams Universalbibliothek Nr. 18841.) ISBN 978-3-15-018841-5.
- Sunzi, Volker Klöpsch (Übers.): Die Kunst des Krieges. Insel Verlag, Frankfurt am Main/Leipzig 2009, ISBN 978-3-458-35116-0.

#### Zweitübersetzungen
- Ssun-ds’: Traktat über die Kriegskunst. Verlag des Ministeriums für Nationale Verteidigung, Berlin (DDR) 1957. Übersetzung aus dem Chinesischen ins Russische von Je. I. Sidorenko 1955, Übersetzung aus dem Russischen ins Deutsche von Ina Balcerowiak.
- Sunzi: Die Kunst des Krieges. Droemersche Verlagsanstalt Th. Knaur Nachf., 1988 und weitere Auflagen, ISBN 3-426-66645-6.
Übersetzung von Lionel Giles, herausgegeben und bearbeitet von James Clavell, Übersetzung aus dem Amerikanischen ins Deutsche von Jürgen Langowsky.
- Sun Tsu, Thomas Cleary (Hrsg.): Wahrhaft siegt, wer nicht kämpft. Die Kunst des Krieges. Piper, 2001, ISBN 3-492-23330-9.
. Übersetzung aus dem Chinesischen ins Englische von Thomas Cleary; Übersetzung aus dem Englischen ins Deutsche von Ingrid Fischer-Schreiber.

### Englisch
- Roger Ames (Übersetzer): Sun-tzŭ. The Art of Warfare. The First English Translation Incorporating the Recently Discovered Yin-ch’üeh-shan Texts. New York: Ballantine Books 1993.
- The Art of War. Übersetzung von Samuel B. Griffith. Oxford: Oxford University Press, 1963; ISBN 978-0-19-501476-1.
- Wee Chow Hou: Sun Zi Art of War: An Illustrated Translation with Asian Perspectives and Insights. Prentice-Hall, Pearson Education, Singapur 2003, ISBN 0-13-100137-X.